# Fiat Siena

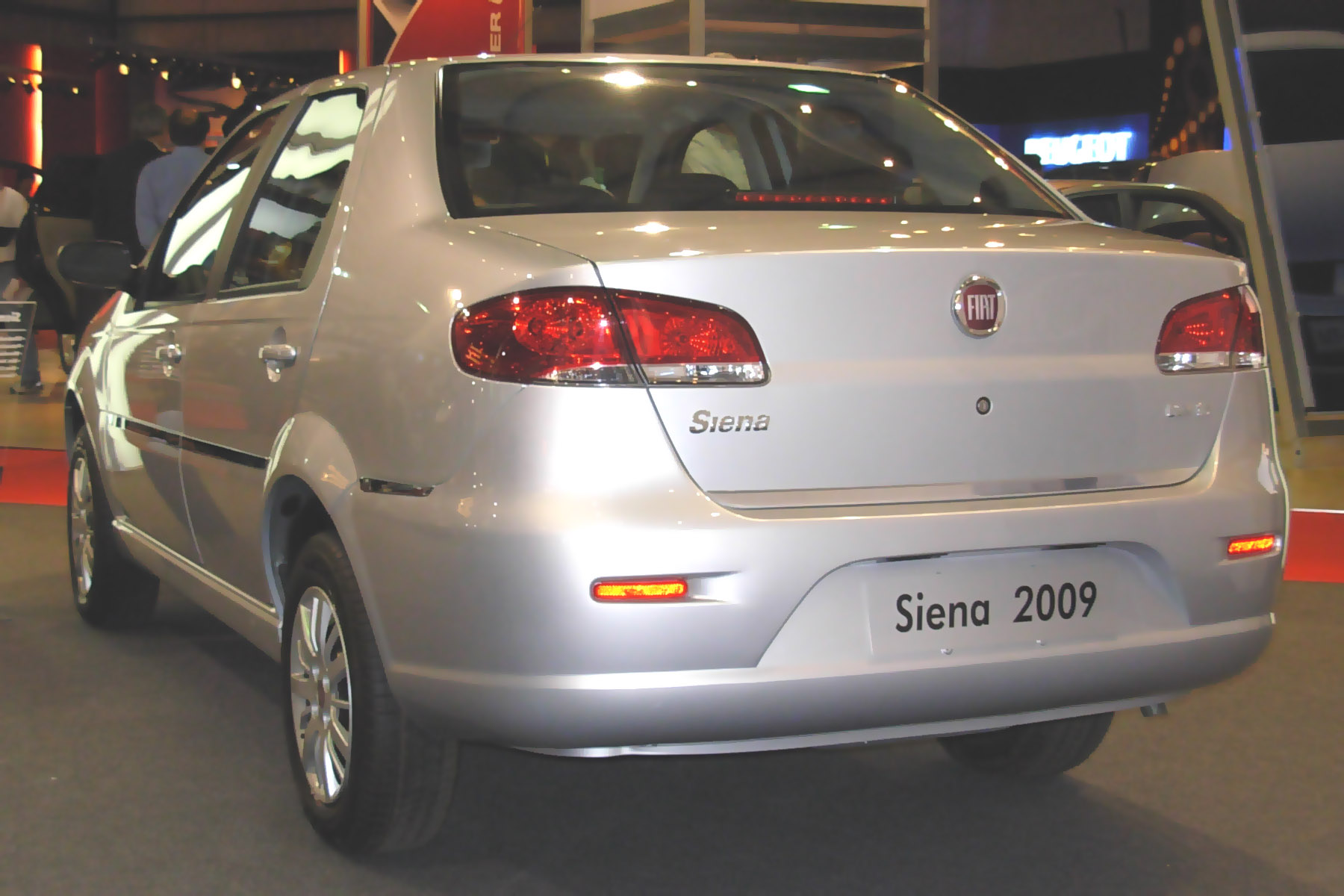
Fiat Siena (2009)

De Fiat Siena is een personenauto van de Italiaanse autofabrikant FIAT. Het is de vierdeurs sedanvariant van de Fiat Palio die sinds medio 1996 wordt aangeboden. In 2012 bracht Fiat de tweede generatie van de Siena uit, de Fiat Grand Siena.

## Eerste generatie (1996–heden)
De Siena werd voor het eerst geïntroduceerd in Zuid-Amerika en geproduceerd in verschillende landen over de hele wereld, zoals in Polen bij Fiat Auto Poland, in Turkije bij Tofaş en in Argentinië bij Fiat Auto Argentina. Het is de opvolger van de Fiat Duna, een sedanuitvoering van de Fiat Uno. 
De Siena wordt ook verkocht als Fiat Albea, Fiat Perla, Fiat Palio Sedan en Fiat Petra. In Venezuela werd het model verkocht als Dodge Forza. Tussen 2002 en 2006 werd de auto ook geproduceerd in Noord-Korea onder de naam Pyeonghwa Huiparam.
Net als de Palio onderging de Siena in 2001, 2003 en 2006 technische en uiterlijke wijzigingen. De laatste herziening vond plaats in 2008.

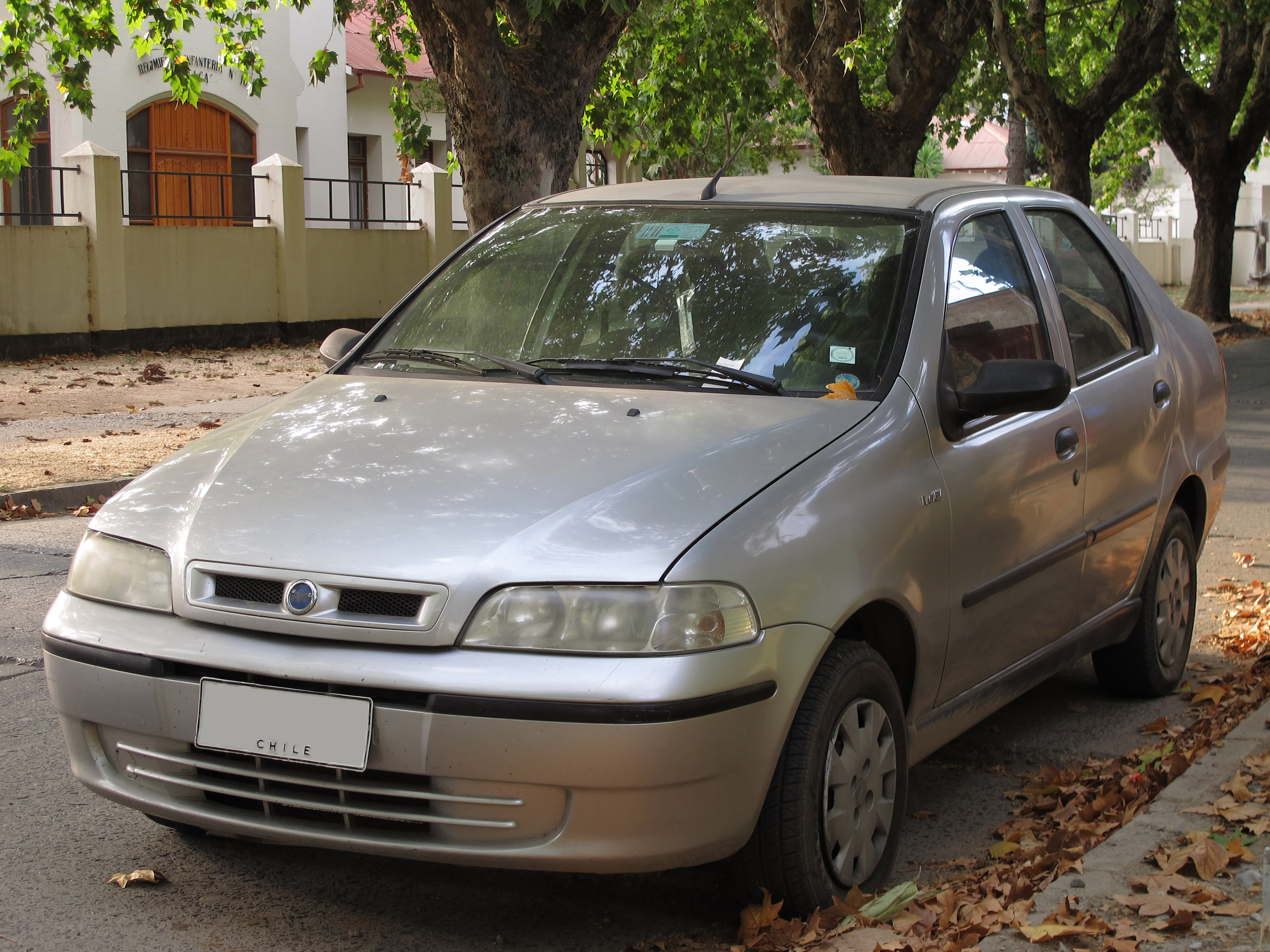
Siena eerste facelift (2001–2003)
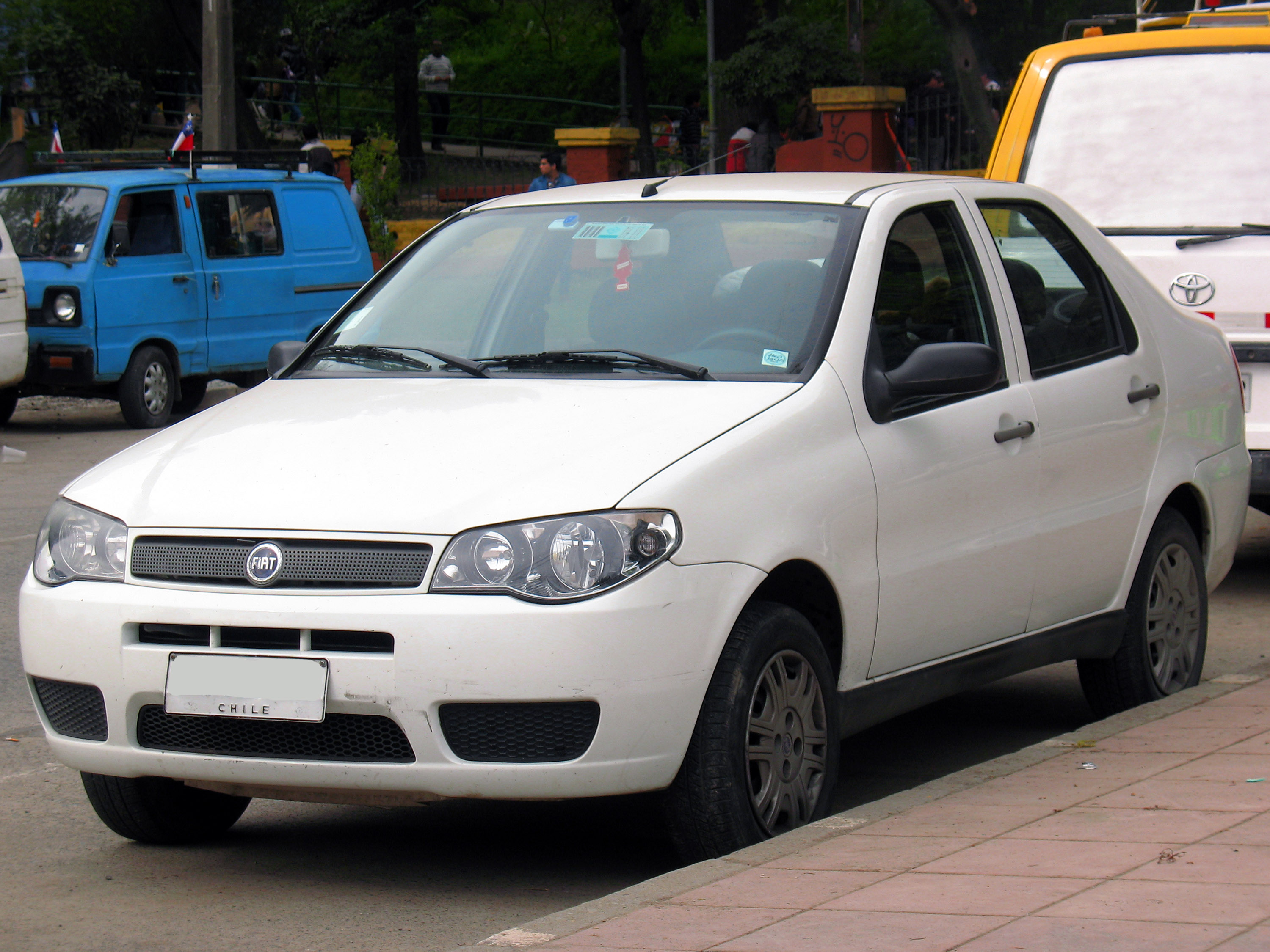
Siena tweede facelift (2004–2007)
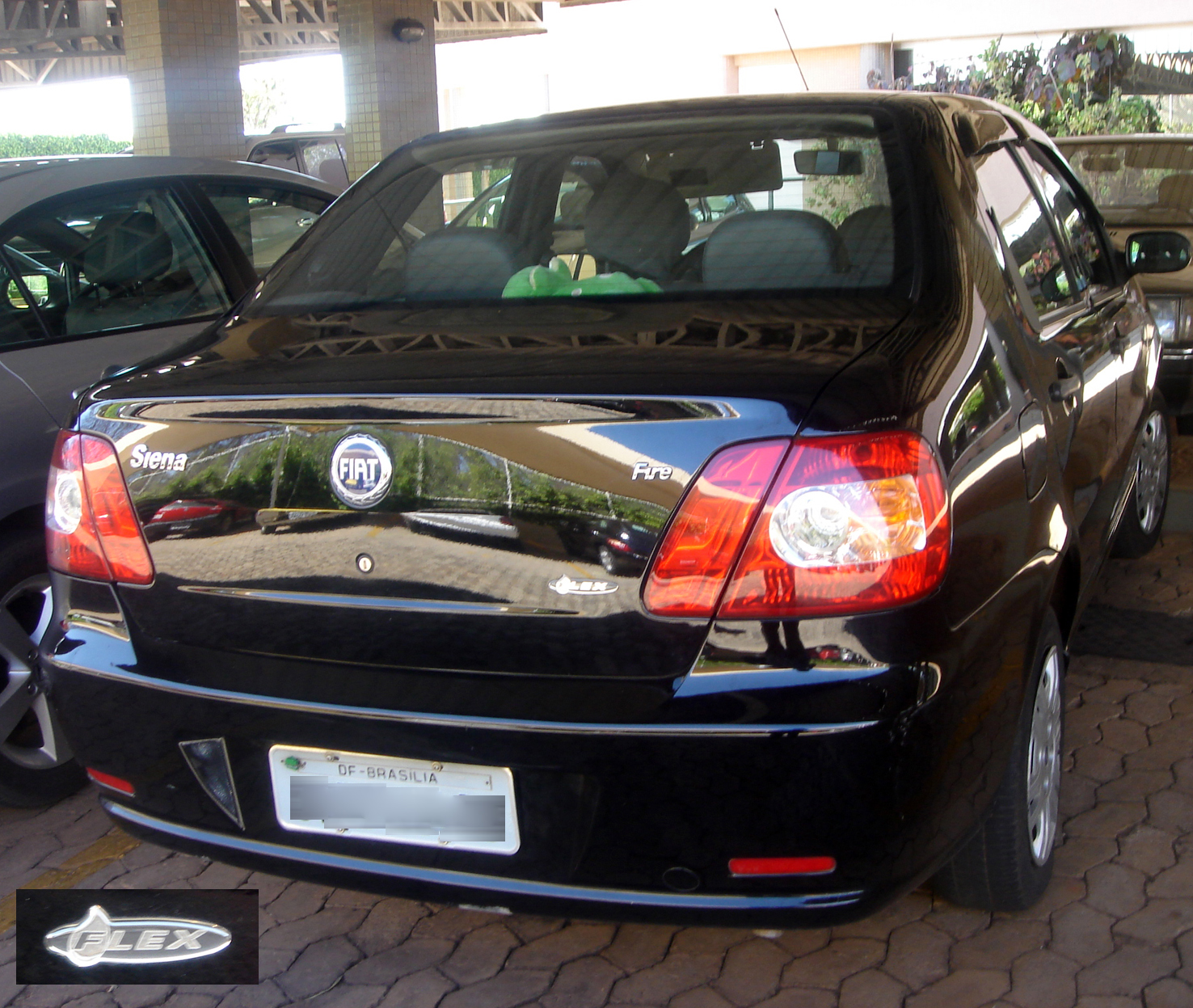
Siena tweede facelift (2004–2007)
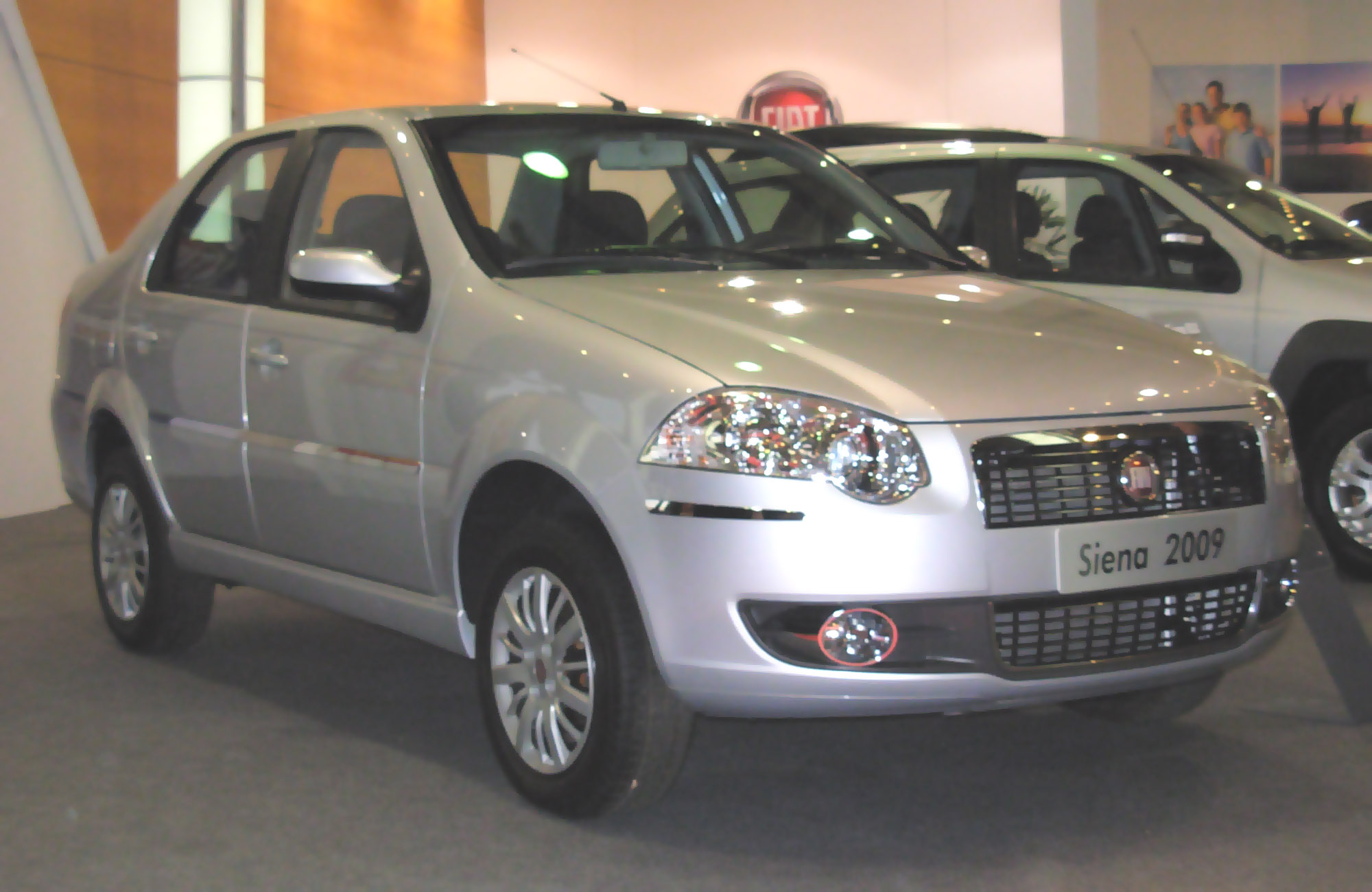
Siena derde facelift (2008-)

## Tweede generatie (2012-heden)
In 2012 werd een nieuwe versie van de Siena uitgebracht op basis van de Fiat Novo Palio. Hij is groter dan zijn voorganger en werd daarom op de markt gebracht als Grand Siena in landen waar het oude model nog steeds beschikbaar was.
In Mexico wordt een identiek model aangeboden als Dodge Vision.
Huidige modellen: 
124 Spider ·
500 ·
500e ·
500L ·
500X ·
600 ·
Aegea ·
Argo ·
Cronos · 
Doblò · 
Ducato ·
Fiorino ·
Fullback ·
Linea ·
Palio · 
Panda · 
Punto · 
Qubo ·
Scudo · 
Siena ·
Strada ·
Tipo · 
Ulysse
Historische modellen na de Tweede Wereldoorlog: 
124 · 
125 · 
126 · 
127 · 
128 · 
130 · 
131 · 
132 · 
133 · 
147 · 
148 · 
242 ·
500 ·
600 · 
600 Multipla · 
850 · 
1100 · 
1200 · 
1300/1500 · 
1400/1900 · 
1800/2100 · 
2300 · 
Albea ·
Argenta · 
Barchetta · 
Bianchina ·
Bravo · 
Brío · 
Campagnola · 
Cinquecento · 
Coupé · 
Croma · 
Dino · 
Duna · 
Elba ·
Fiorino ·
Freemont ·
Grande Punto ·
Idea ·
Marea · 
Marengo · 
Mod 5 · 
Multipla · 
Oggi · 
Panorama · 
Penny · 
Prêmio · 
Regata · 
Ritmo · 
Sedici ·
Seicento · 
Spazio · 
Stilo ·
Talento · 
Tempra · 
Tipo · 
Turbina · 
Uno · 
Vivace · 
X1/9
Historische modellen voor de Tweede Wereldoorlog: 
1 · 
1T · 
10 HP · 
12 HP · 
24 HP · 
2B Torpedo · 
4 HP · 
501 · 
502 · 
503 · 
505/507 · 
508 · 
509 · 
510/512 · 
514 · 
515 · 
518 · 
519 · 
520 · 
521 · 
522 · 
524 · 
525 · 
527 · 
60 HP · 
70 · 
801 · 
1100 · 
1500 · 
2800 · 
Brevetti · 
Laundolet · 
Modello O · 
Tipo 2 · 
Tipo Torpedo · 
Topolino · 
Zero